# Pliopitècids
Els pliopitècids (Pliopithecidae) són la família d'hominoïdeus fòssils més primitiva coneguda. Aparegueren a Àfrica i s'estengueren a Europa abans d'extingir-se fa uns quants milions d'anys. Igual que els gibons d'avui en dia, estaven adaptats per viure a les copes dels arbres de boscos densos. La seva anatomia tenia caràcters primitius, com ara el neurocrani petit, el musell llarg i (en algunes espècies) la presència d'una cua, però també tenia caràcters més avançats, com ara visió estereoscòpica i dents típiques dels hominoïdeus, cosa que els distingia clarament dels micos.